# Johan Henrik Lemke (1824–1884)
Johan Henrik Lemke, född 10 september 1824 i Stockholm, död 11 oktober 1884 i Karlstad, var en svensk militär.
Lemke blev officer 1843, kapten vid Värmlands regemente 1860, major 1864, överstelöjtnant 1868 och överste 1877. Han var tillförordnad chef för Värmlands regemente 1877–1880. Lemke var 1849–1850 kommenderad till norra Slesvig. Han blev riddare av Svärdsorden 1865.
Johan Henrik Lemke var son till överste Johan Henrik Lemke och Christina Charlotta Reenstierna. Han var far till Harald och John Lemke.